# Cydia pomonella
La carpocapsa del melo (Cydia pomonella (Linnaeus, 1758)) è un lepidottero Tortricide tra i più dannosi per le Pomacee.

## Descrizione
Questo lepidottero, che viene comunemente chiamato bruco che mangia le mele, viene chiamato dai tecnici Carpocapsa e figura tra i  fitofagi più pericolosi per la frutta.
Le larve (carpofaghe) sono di colore biancastro, con il capo scuro poi si inscuriscono sempre di più diventando giallastre ed infine rosee; la loro lunghezza è di circa 15-20 mm. Gli adulti sono, invece, farfalle di dimensioni medio-piccole (15-22 mm di apertura alare); questi hanno ali anteriori di colore grigiastro, marezzato con striature bronzee trasversali, più intense nel margine distale. La carpocapsa sverna come larva matura racchiusa in un bozzolo negli anfratti della scorza della pianta ospite, oppure alla base della stessa, nel terreno. Può compiere fino a 3 generazioni annuali.

## Incidenza
Le larve danneggiano i frutti, scavando gallerie al loro interno. Queste, in seguito, si riempiono di escrementi e le larve vi rimangono fino a terminare lo sviluppo; in seguito scavano una galleria d'uscita e si incrisalidano negli organi legnosi. Il danno sui frutti determina la cascola diretta e i frutti non possono essere commercializzati.
Oltre al melo può colpire anche pero, noce, pesco, nashi, nespolo, susino, albicocco, ciliegio, kaki, sorbo, arancio, melograno e castagno.
Le cultivar di melo Staiman Red e Red Chief e quelle di pero Abate Fètel e Kaiser appaiono maggiormente suscettibili.
Del pero, le cv. Decana e Pacham's Triumph risultano poco suscettibili o addirittura resistenti.

### Lotta
La lotta si esegue con metodi di lotta integrata e guidata.
Il monitoraggio mediante trappole feromoniche è utile per determinare la massima presenza di adulti nel frutteto e quindi applicare i mezzi di difesa adeguati e nei momenti di maggiore susettibilità di uova e larve giovani (se già all'interno dei frutti la lotta anche con insetticidi di sintesi chimica diventa difficile.
In base alla soglia di intervento, se supera una certa soglia, si possono effettuare trattamenti insetticidi, mediante: solo con i diversi principi attivi consentiti nei disciplinari di produzione integrata. Attualmente molti insetticidi se non ci sono deroghe particolari non sono più ammessi es.Clorpirifos-etile, Fenitrotion, ecc.
Si stanno mettendo in pratica anche varie 
metodologie biotecnologiche, quali la confusione sessuale, disorientamento e distrazione sessuale condotte mediante applicazione di feromone sessuale che viene diffuso nei frutteti con diversi tipi di erogatori (in alcuni casi sono di materiale biodegradabile) e diverse concentrazioni; oppure, nella lotta biologica, si stanno utilizzando preparati a base di Cydia pomonella GV, un virus che può sostituire e/o integrare la lotta chimica.
Infine vi si può anche applicare il fungo Beauveria bassiana, come lotta microbiologica oppure in periodo autunnale contro le larve svernanti in diapausa si sono sperimentati i nematodi entomopatogeni.